# Robando Corazones
Robando Corazones es un álbum de estudio de la orquesta venezolana Salserín.
El disco contiene canciones de su serie Robando Corazones, razón por la que incluye canciones de otros cantantes.Fue producido por 
Remil ¨Cobi¨ Renna y Romil Renna y fue grabado en Caracas, Miami y New York.

## Lista de canciones
1. «Te voy a robar el corazón»
2. «Pa' enamorate»
3. «Príncipe soñado»
4. «Te extraño» - Julio Catellanos
5. «Volví» - La Nueva Calle
6. «Baile del hula hoop» - Las Kalvachas
7. «Dime que sí»
8. «Mi amigo Dios» - Las Kalvachas
9. «Me duele amarte»
10. «Besos suaves» - Yorky y Mane
11. «Envíame mensajes» (con Daniela Rísquez)
12. «Te voy a robar el corazón» (balada)
13. «Niña amada»
14. «Mi otra mitad del sol»
15. «De sol a sol rémix»

- Datos: Q6109359